# Bajanhangáj járás
Bajanhangáj járás (mongol nyelven: Баянхангай сум) Mongólia Központi tartományának egyik járása. Területe 1000 km². Népessége kb. 2000 fő.
Székhelye, Ulánhad (Улаанхад) 12 km-re fekszik Dzúnmod tartományi székhelytől.